# Ахалцихе
Ахалці́хе (груз. ახალციხე, вірм. Ախալցխա) — місто на півдні Грузії, адміністративний центр регіону Самцхе-Джавахеті та Ахалцихського муніципалітету. Станом на 2014 рік населення міста становить 17 903 осіб. Етнічний склад населення: грузини ( 71,7 %), вірмени (26,7 %) та інші. Залізнична станція, вузол шосейних шляхів.
Підприємства промисловості будівельних матеріалів (гіпсовий, цегельний заводи), лісопильний завод, мебльова фабрика, м'ясокомбінат, виноробний та крохмальний заводи.
В районі видобувається буре вугілля, діатоміт та агат.

## Населення
Станом на 1 січня 2016 року чисельність населення Ахалцихе склало 14 000 осіб, у 2014 році — 17 903 мешканців.
| 1897     | 1989     | 2002     | 2014     | 2016     |
| -------- | -------- | -------- | -------- | -------- |
| ↘ 15 357 | ↗ 24 570 | ↘ 18 500 | ↘ 17 903 | ↘ 14 000 |

## Освіта, культура
Педагогічні та медичні училища, сільськогосподарський технікум. Театр, краєзнавчий музей.

## Відбудова старого міста
У 2011-2012 роках відбувається масштабна відбудова старого міста.

## Відомі люди
- Гвішиані Джермен Михайлович
- Аганбегян Абел Гезевич
- Вайрадян Акоп Семенович
- Лусіне Абетівна Закарян
- Кобуладзе Сергій Соломонович (груз. სერგო ქობულაძე; 1909—1978) — радянський грузинський художник
- Суренянц Вардгес Акопович
- Манандян Яків Амазаспович
- Лаша Тотадзе